# LVMH
LVMH Moët Hennessy Louis Vuitton SE er bedre kendt under forkortelsen LVMH. Det er et fransk multinationalt konglomerat af luksusvarer med hovedkvarter i Paris i Frankrig. Selskabet blev dannet i 1987 ved sammenlægning af modehuset Louis Vuitton og Moet Hennessy, der blev til i 1971 ved en fusion af champagneproducenten Moët & Chandon og cognacproducenten Hennessy. Konglomoratet kontrollerer omkring 60 datterselskaber, der hver styrer prestigefyldte mærker. Datterselskaberne bliver ofte drevet selvstændigt. Den ældste af LVMH mærker er Château d'Yquem, der dateres til 1593.
Luksusselskabet Christian Dior er det primære holdingselskab i LVMH med en ejerandel på 40.9% af aktierne og 59.01% af stemmerne. Bernard Arnault, der har aktiemajoriteten i Dior, er formand for begge selskaber og CEO i LVMH. Arnaults heldige integrering af forskellige berømte aspirational brands i gruppen har inspireret andre luksusfirmaer til at gøre det samme. Således har det franske konglomerat Kering (tidligere PPR) og the schweizisk baserede Richemont også lavet en udvidet portfolio af luksusmærker. Firmaet er en del af aktieindekset Euro Stoxx 50.

## Datterselskaber
En ufuldstændig liste med nogle af LVMH's bedst kendte mærker og datterselskaber:
| Vin og spiritus - 10 Cane - Ardbeg - Belvedere - Château Cheval Blanc - Château d'Yquem - Cloudy Bay Vineyards - Dom Pérignon - Domaine Chandon California - Hennessy - Glenmorangie - Krug - Mercier - Moët & Chandon - Ruinart - Veuve Clicquot - Wenjun Specialforretninger - DFS - Le Bon Marché - Sephora - Starboard Cruise Services | Mode- og lædervarer - Berluti - Celine - Dior - EDUN - Emilio Pucci - Fendi - Givenchy - Kenzo - Marc Jacobs - Moynat - Loewe - Loro Piana - Louis Vuitton - Nicholas Kirkwood - Thomas Pink - R. M. Williams - RIMOWA - FENTY | Parfume og kosmetik - Acqua di Parma - Benefit Cosmetics LLC - Fendi Perfumes - Fresh Inc. - Guerlain - Kenzo Parfums - Perfumes Loewe S.A. - Make Up For Ever - Marc Jacobs Beauty - NUDE - Parfums Christian Dior - Parfums Givenchy Ure og smykker - Bulgari - Chaumet - De Beers Diamond Jewellers - FRED - Hublot - TAG Heuer - Zenith |

Make Up For Ever blev etableret i 1984. og blev købt af LVMH i 1999.
Den 7. marts 2011 annoncerede LVMH et køb på 50,4 % af den familieejede italienske smykkevirksomhed Bulgari og intention om at byde på resten, der var offentligt ejet. Prisen var omkring $5,2& mia..
I 2011 investerede LVMH $640 mio i at etablere LCapitalAsia.
Den 7. marts 2013 rapporterede National Business Daily, at tøjmærket QDA ville åbne butikker med LVMHs hjælp og LCapitalAsia det kinesiske tøjfirma Xin Hee Co., Ltd. i Beijing. LVMH's salg i Kina "faldt omkring 10 % fra 2011" og LVMH stoppede med at "åbne butikker i anden og tredje-niveaus byer i Kina". Xue Shengwen, forsker på ChinaVenture, udtalte at udviklingen af markedet var mere acceptable priser.
I februar 2014 påbegyndte LMVH et joint venture med det italienske modemærke Marco De Vincenzo og fik 45 % af aktierne.